# Раушић
Раушић (алб. Raushiq) је насељено место у општини Пећ, на Косову и Метохији. Према попису становништва из 2011. у насељу је живело 2.260 становника.

## Становништво
Према попису из 2011. године, Раушић има следећи етнички састав становништва:
| Националност       | 2011.          |
| Албанци            | 2.212 (97,88%) |
| Бошњаци            | 44 (1,95%)     |
| други и недоступно | 4 (0,17%)      |
| Укупно             | 2.260          |

| Демографија | Демографија | Демографија |
| Година      | Становника  | Становника  |
| ----------- | ----------- | ----------- |
| 1948.       | 1.051       |             |
| 1953.       | 1.158       |             |
| 1961.       | 1.383       |             |
| 1971.       | 1.918       |             |
| 1981.       | 2.551       |             |
| 1991.       | 2.720       |             |
| 2011.       | 2.260       |             |